# Altmarkt
L'Altmarkt (en français : Vieux Marché) est la plus ancienne place de la ville de Dresde en Allemagne.

## Histoire
La place du marché, est mentionnée pour la première fois comme circulus en 1370 Dans des documents ultérieurs, il est appelé margt en 1400, ring en 1410 et forum en 1452. Juste à côté se trouve l'Église Sainte-Croix de Dresde, le bâtiment religieux le plus important de la ville depuis des siècles. Après l'apparition d'une nouvelle place de marché, le Neumarkt, vers 1550, près de l'Église Notre-Dame de Dresde, la grande place centrale prend le nom de Altmarkt. La place est surtout connu dans tout le pays comme le lieu du Striezelmarkt annuel, l'un des plus anciens marchés de Noël au monde, qui se tient depuis 1434.
Une grande partie des bâtiments historiques de l'Altmarkt sont détruits pendant le Bombardement de Dresde. Seule l'église Sainte-Croix est  reconstruite. La reconstruction des côtés ouest et est, ainsi que des quartiers adjacents, a eu lieu dans les années 1950 selon les 16 principes de développement urbain de la RDA, dans un style architectural qui perpétue le patrimoine culturel et est basé sur le paysage urbain baroque de Dresde. Cependant, du côté nord, on construit un bâtiment dans le style moderne, le Kulturpalast. Après la fin de la RDA, le côté sud de la place est fermé en 1990 par deux bâtiments. L'ensemble du revêtement de sol et du mobilier urbain de de l'Altmarkt ont été repensés en 2009.

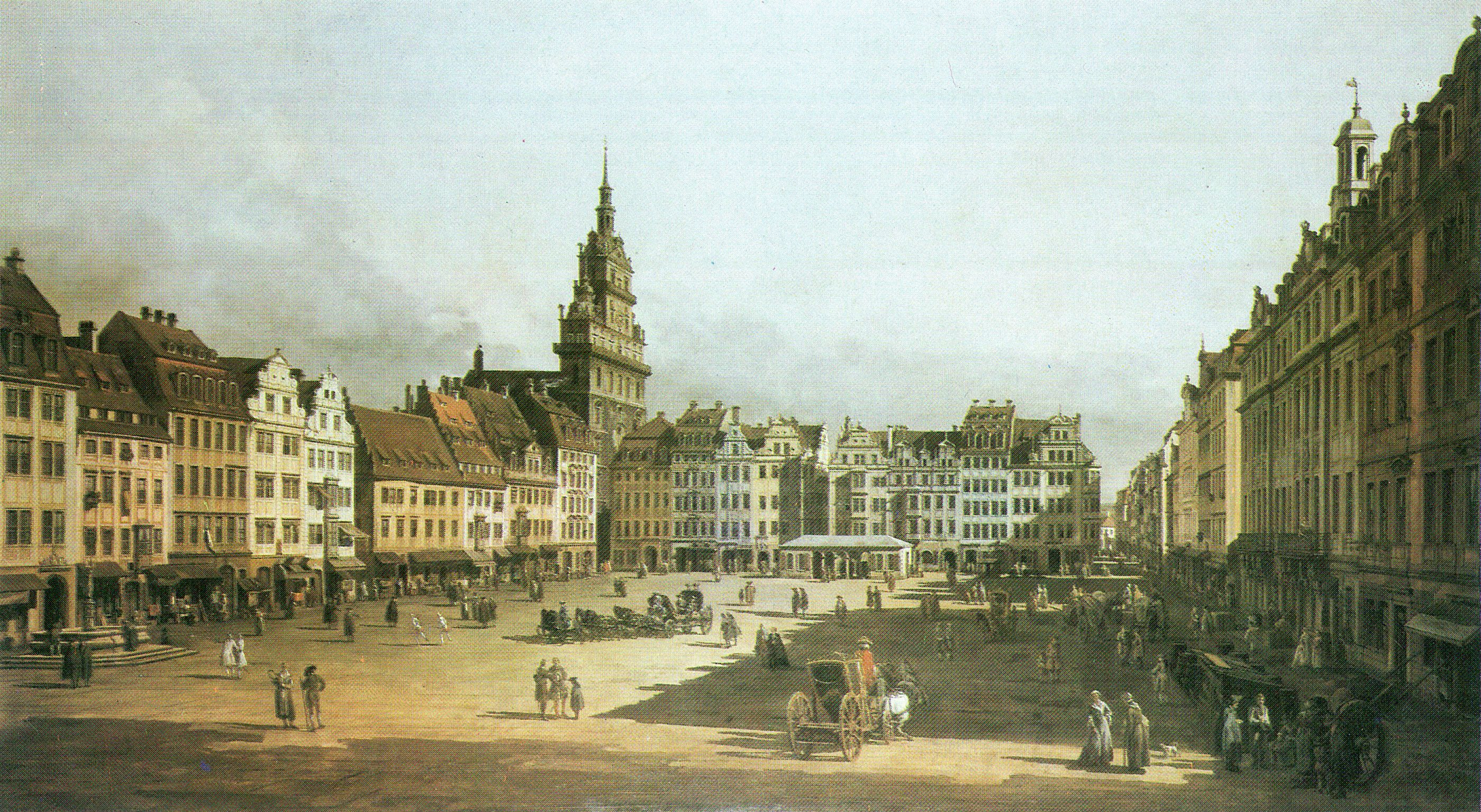
Le vieux marché sur un tableau de Bernardo Bellotto (Canaletto), 1752.
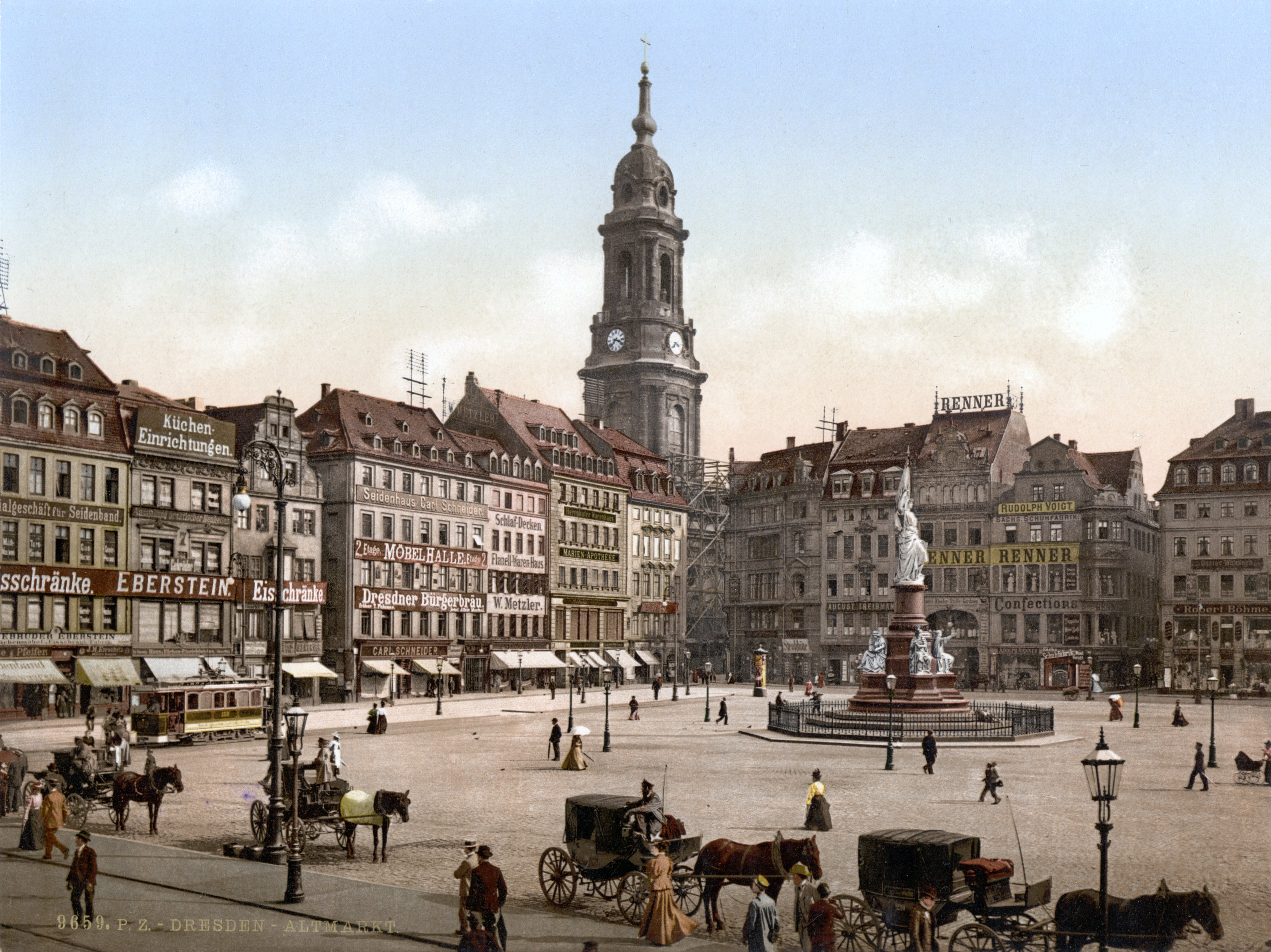
L'Altmarkt sur un tirage photochromique vers 1900. Au centre, le monument de la victoire érigé en 1880.
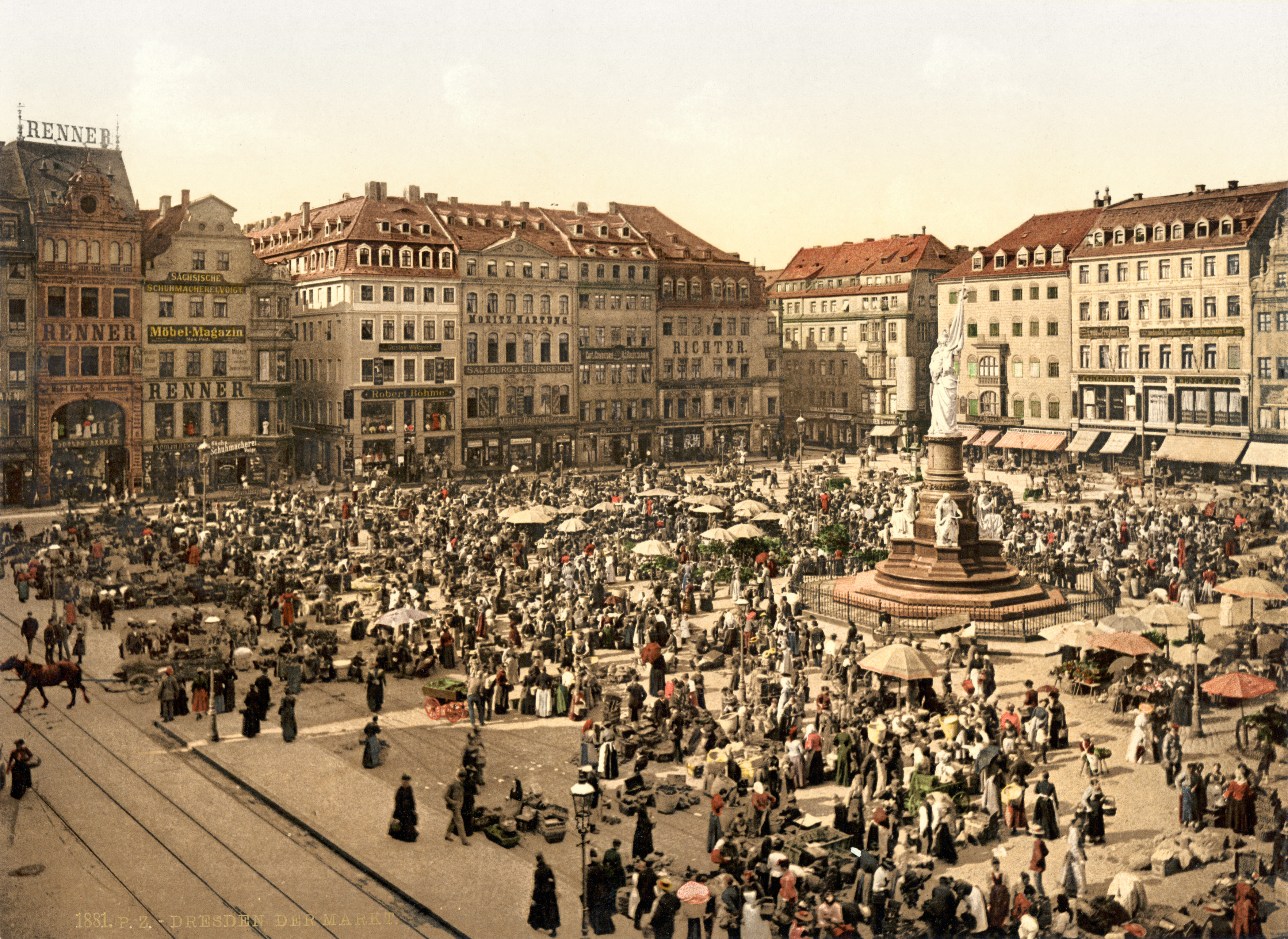
Ancien marché vers 1900. Le grand magasin Renner (à gauche sur la photo) était formé de plusieurs maisons de ville.
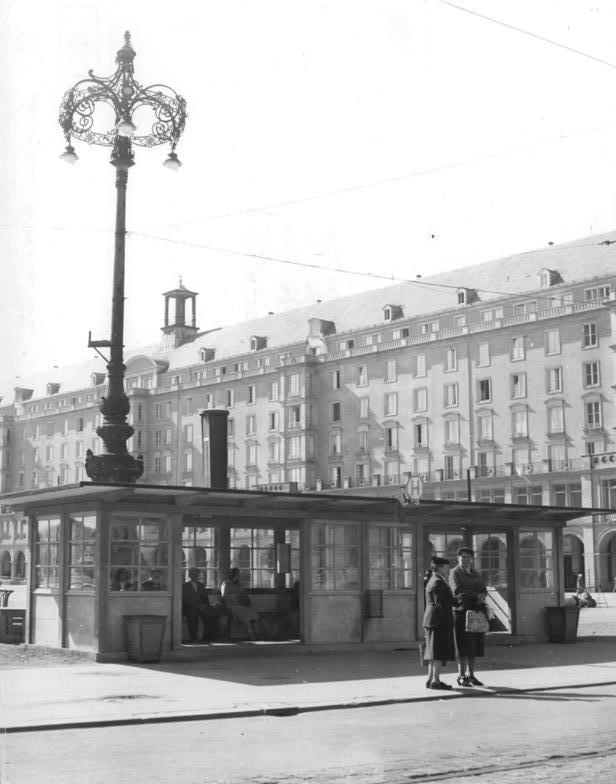
Les lanternes historiques de l'ancien marché qui existaient encore en 1956 ont été sacrifiées à l'air du temps des années 1960.